# 10116 Robertfranz
10116 Robertfranz è un asteroide della fascia principale. Scoperto nel 1992, presenta un'orbita caratterizzata da un semiasse maggiore pari a 3,0000653 UA e da un'eccentricità di 0,0542641, inclinata di 10,91180° rispetto all'eclittica.